# Südafrikanische Badmintonmeisterschaft 1975
Die Südafrikanische Badmintonmeisterschaft 1975 fand mit internationaler Beteiligung vom 1. bis zum 6. September 1975 in Johannesburg statt. Es war die 25. Austragung der nationalen Titelkämpfe im Badminton in Südafrika.

## Sieger und Platzierte
| Disziplin    | Gold                         | Silber                       | Bronze                             |
| ------------ | ---------------------------- | ---------------------------- | ---------------------------------- |
| Herreneinzel | Paul Whetnall                | Ray Stevens                  | Torsten Winter                     |
| Herreneinzel | Paul Whetnall                | Ray Stevens                  | William Kerr                       |
| Dameneinzel  | Deirdre Tyghe                | Susan Whetnall               | Barbara Lord                       |
| Dameneinzel  | Deirdre Tyghe                | Susan Whetnall               | Jutta Vogel                        |
| Herrendoppel | Paul Whetnall Ray Stevens    | Kenneth Parsons William Kerr | Alan Parsons M. Morrow             |
| Herrendoppel | Paul Whetnall Ray Stevens    | Kenneth Parsons William Kerr | M. Wilson J. Kruger                |
| Damendoppel  | Susan Whetnall Barbara Giles | Deirdre Tyghe Barbara Lord   | Gussie Botes Marianne van der Walt |
| Damendoppel  | Susan Whetnall Barbara Giles | Deirdre Tyghe Barbara Lord   | Gaylene Thatcher P. Stansell       |
| Mixed        | Paul Whetnall Susan Whetnall | Ray Stevens Barbara Giles    | William Kerr Deirdre Tyghe         |
| Mixed        | Paul Whetnall Susan Whetnall | Ray Stevens Barbara Giles    | Bruce Clark Annesley Clark         |

## Finalresultate
| Disziplin    | Sieger                       | Finalist                     | Ergebnis           |
| ------------ | ---------------------------- | ---------------------------- | ------------------ |
| Herreneinzel | Paul Whetnall                | Ray Stevens                  | 15–12, 15–11       |
| Dameneinzel  | Deirdre Tyghe                | Susan Whetnall               | 11–7, 2–11, 11–8   |
| Herrendoppel | Paul Whetnall Ray Stevens    | Kenneth Parsons William Kerr | 15–9, 15–7         |
| Damendoppel  | Susan Whetnall Barbara Giles | Deirdre Tyghe Barbara Lord   | 12–15, 15–7, 18–17 |
| Mixed        | Paul Whetnall Susan Whetnall | Ray Stevens Barbara Giles    | 6–15, 15–10, 15–3  |